# Камагуэй (архипелаг)
Камагуэй, или Хардинес-дель-Рей (исп. Jardines del Rey — сады короля) — архипелаг в северной части Кубы в провинциях Сьего-де-Авила и Камагуэй.
Протяжённость островов — 200 км.

## Название
Архипелаг назван в честь короля Фердинанда Арагонского.

## Острова
Наиболее значимые острова (кайо) архипелага:
- Санта-Мария (Cayo Santa Maria) — 13 км²,
- Коко (Cayo Coco) — 370 км²,
- Гильермо (Cayo Guillermo) — 13 км²,
- Романо (Cayo Romano) — 777 км²,
- Гуахаба (Cayo Guajaba) — 107 км²,
- Сабиналь (Cayo Sabinal) — 335 км²,
- Крус (Cayo Cruz) — 26 км²,
- Паредон-Гранде (Cayo Paredón Grande).

Международный аэропорт Хардинес-дель-Рей расположен на острове Коко.

## Национальный парк
На территории архипелага основан национальный парк Parque Natural El Bagá, который был построен на месте аэропорта Кайо-Коко.